# Caubeyres
Caubeyres (okzitanisch Cauvèiras) ist eine Gemeinde mit 273 Einwohnern (Stand: 1. Januar 2022) in Frankreich im Département Lot-et-Garonne in der Region Nouvelle-Aquitaine (vor 2016 Aquitaine). Die Gemeinde gehört zum Arrondissement Nérac und zum Kanton Les Forêts de Gascogne. Die Einwohner werden Caubeyrais genannt.

## Geografie
Caubeyres liegt etwa 38 Kilometer westnordwestlich von Agen. Umgeben wird Caubeyres von den Nachbargemeinden Villefranche-du-Queyran im Norden, Saint-Léon im Nordosten, Damazan im Osten und Nordosten, Saint-Pierre-de-Buzet im Osten, Ambrus im Süden und Südosten, Fargues-sur-Ourbise im Süden und Südwesten sowie Anzex im Westen und Nordwesten.

## Bevölkerungsentwicklung
| Jahr                       | 1962 | 1968 | 1975 | 1982 | 1990 | 1999 | 2006 | 2011 | 2018 |
| Einwohner                  | 189  | 178  | 144  | 117  | 102  | 135  | 167  | 243  | 256  |
| Quellen: Cassini und INSEE |      |      |      |      |      |      |      |      |      |

## Sehenswürdigkeiten
- Reste einer Allée couverte
- Kirche Saint-Pierre
- Kapelle Notre-Dame in Cap du Bosc
- Ruinen der Kirche Sainte-Madeleine

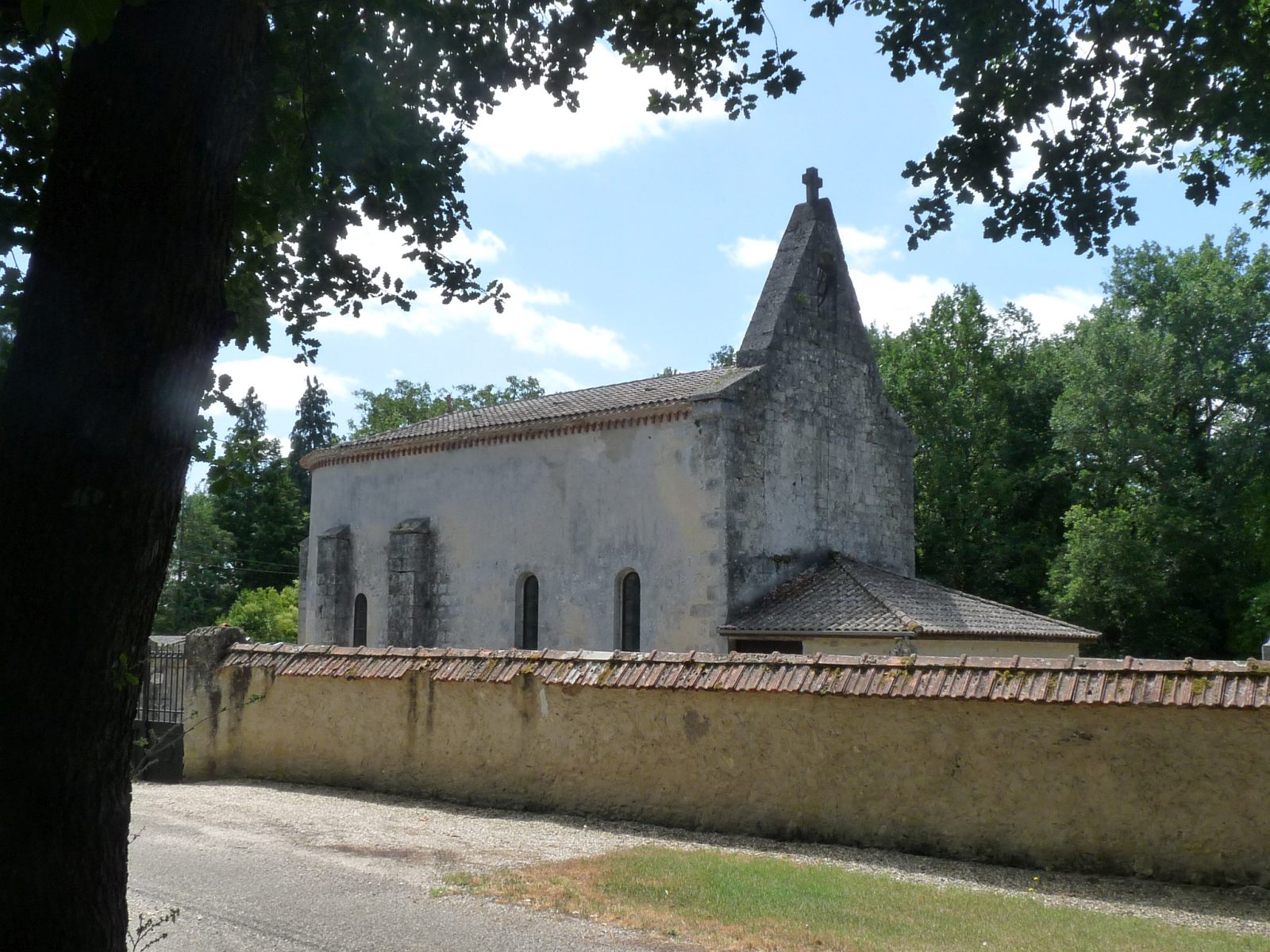
Kirche Saint-Pierre